# Добро јутро Србијо
Добро јутро Србијо (ДЈС) српска је јутарња телевизијска емисија која се емитује на Хепи ТВ. Емитује се од 21. јуна 2010. године, истог дана када је Хепи ТВ почела са емитовањем. Емисија се радним данима и суботом емитује од 6:00 до 10:45, а недељом од 8:00 до 10:45 часова.
Емисија садржи вести, интервјуе, временске прогнозе, приче са посебним интересима и садржи сегменте о поп култури, забавним вестима, виралним видеима, животном стилу, интерсесантним причама људи. Продуцент емисије је Хепи ТВ и емитује се из главне зграде телевизије у Београду.
Добро јутро Србијо је једна од најгледанијих јутарњих емисија у укупном броју гледалаца и кључних демоса сваке године. ДЈС дели друго место најгледанијег јутарњег програма са Новим јутром, иза емисије Јутарњи програм РТС-а.
Бивши водитељи Јутарњег програма Хепи-ја су: Јована Јеремић, Бојана Ристивојевић, Снежана Петровић, Ирина Вукотић, Владана Савовић, Јована Јеловац Цавнић, Јелена Радуловић, Јелена Попивода, Јелена Димитријевић, Ана Петровић Мировић Клобучар, Иван Иванов, Алиса Јовановић, Марко Долаш, Бојана Бојовић, Огњен Несторовић, Маја Манојловић, Гордана Јузбашић, Предраг Дамњановић, Дајана Пауновић, Мајда Бањановић, Драган Игњатовић, Тијана Ромић, Ивана Савић, Шћепан Синановић, Дејана Павловић, Александар Илић, Тијана Марковић, Александра Брчић, Александра Станисављевић, Божидар Гутић Гута, Ирена Јовановић, Андреа Весков, Kруна Уна Митровић и Анђела Лакићевић.